# La profecía (película de 2006)
La profecía (título original en inglés: The Omen o The Omen 666) es una película de terror sobrenatural de 2006 producida y dirigida por John Moore y escrita por David Seltzer. Es una nueva versión de la película original de 1976 de Richard Donner y protagonizada por Julia Stiles, Liev Schreiber, Mia Farrow, David Thewlis, Pete Postlethwaite, Michael Gambon y Seamus Davey-Fitzpatrick en su debut cinematográfico.
20th Century Fox la lanzó en todo el mundo el 6 de junio de 2006. Recibió críticas mixtas de los críticos y recaudó $120 millones de dólares con un presupuesto de $25 millones de dólares.

## Argumento
Cuando Kathy Thorn da a luz a un bebé muerto en un hospital italiano, su esposo Robert alentado por el padre Spiletto le oculta la verdad y sustituye a su hijo por un niño huérfano, ignorando su origen satánico. Más adelante Robert será nombrado embajador de Estados Unidos en Inglaterra. En el Observatorio Vaticano, tras presenciar señales extrañas en el cielo mediante una constelación, la noticia llega a oídos del Papa y los cardenales, quienes quedan preocupados y aterrorizados por el nacimiento del hijo del Diablo o Satanás. 
El horror empieza cuando, en el quinto cumpleaños de Damien, inesperadamente su primera niñera se suicida cuando observa y es hipnotizada por un perro de color negro poseído por el Diablo. Un sacerdote que le comentó a Robert el origen de su hijo y trata de advertirle del peligro que corre, lamentablemente muere en un inesperado accidente en la puerta de una iglesia cuando una lanza lo traspasa, lo anterior provocado por una terrible tormenta eléctrica.
Robert con la ayuda de un fotógrafo llamado Keith, inicia por averiguar el origen de su hijo, a pesar de que todavía se mostraba incrédulo ante semejante tesis, tratan de recoger antecedentes del nacimiento de Damien. Ambos llegan al hospital de Roma donde nació, pero descubren que los archivos de maternidad y guardería fueron destruidos en un incendio. Robert y Keith visitan al padre Spiletto tras enterarse de que ahora vive en un monasterio oculto, este se encuentra mudo y con la mitad de su cuerpo quemado ya que sobrevivió al incendio, aun así logra darse a entender y revela el lugar donde fueron enterrados la madre de Damien y el hijo de Robert por lo que ambos hombres viajan al cementerio. 
Al exhumar la tumba del niño descubren los huesos de su legítimo hijo con señales de haber sido asesinado intencionalmente y en la tumba de la madre descubren el esqueleto de un chacal hembra, que en realidad la verdadera madre de Damien es humana, está viva y se llama Margaret, una ex monja católica que trabajó en un orfanato en Roma y que nació también con la marca del 666 (según en la película La primera profecía de 2024). Robert va a buscar a Buggenhagen, un arqueólogo y exorcista, este le da las únicas armas capaces de matar a Damien (las dagas de Mejido). 
El creciente número de muertes misteriosas, incluida la esposa de Robert, nuevamente embarazada, hace que este, adolorido, por fin se dé cuenta que el niño que han adoptado es el Anticristo luego de comprobar en su casa que este posee la marca de la bestia en su cabeza. Robert captura al perro negro poseído de Damien, mata a su niñera satánica con el auto y después se lleva a Damien para intentar matarlo con las dagas, en su intento se da una persecución donde logra llevarse a su hijo a una iglesia y la policía finalmente mata a Robert a tiros antes de que este pueda hacerle algo al niño. 
Al final de la película se ve al presidente de Estados Unidos en el entierro de Robert y Kathy, mientras que a su lado esta Damien, el cual voltea al público y empieza a sonreír.

## Reparto
- Liev Schreiber como Robert Thorn.
- Julia Stiles como Katherine Thorn.
- Seamus Davey-Fitzpatrick como Damien Thorn.
- David Thewlis como Keith Jennings.
- Pete Postlethwaite como Padre Brennan.
- Mia Farrow como la Sra.Baylock
- Michael Gambon como Bugenhagen.

## Origen
La película original fue dirigida por Richard Donner y protagonizada por Gregory Peck, Lee Remick, David Warner, Harvey Stephens, Billie Whitelaw, Patrick Troughton, Martin Benson, y Leo McKern. Está basada en el guion de David Seltzer.   
- Datos: Q518863
- Multimedia: Category:The Omen / Q518863